# Trichiana
Trichiana ist eine Fraktion der italienischen Gemeinde (comune)  Borgo Valbelluna in der Provinz Belluno in Venetien.

## Geographie
Trichiana liegt etwa 9 Kilometer südwestlich von Belluno südlich des Piave und grenzt unmittelbar an die Provinz Treviso.

## Geschichte
Die Gemeinde Trichiana wurde am 30. Januar 2019 mit Mel und Lentiai zur neuen Gemeinde Borgo Valbelluna zusammengeschlossen. Die Gemeinde Trichiana war Teil der Comunità Montana Val Belluna. Sie hatte zuletzt 4820 Einwohner (Stand 31. Dezember 2017). Zur Gemeinde gehörten die Fraktionen Campedei, Carfagnoi, Casteldardo, Cavassico Inferiore, Cavassico Superiore, Confos, Frontin, Morgan, Niccia, Pialdier, Pranolz, San Felice und Sant’Antonio Tortal. Die Nachbargemeinden waren Cison di Valmarino, Limana, Mel, Revine Lago und Sedico.

## Persönlichkeiten
- Daniele Franco (* 1953), Ökonom